# Hochstatt
Hochstatt /ɔkʃtat/ là một xã ở tỉnh Haut-Rhin trong vùng Grand Est ở đông bắc Pháp. Xã này có diện tích 8,55 km², dân số năm 1999 là 2103 người. Khu vực này có độ cao 270 mét trên mực nước biển.